# 大宮公園
大宮公園（おおみやこうえん）は、埼玉県さいたま市大宮区および見沼区にある、67.8 haの面積を有する埼玉県営の都市公園（広域公園）である。1990年（平成2年）に日本さくら名所100選に選ばれた。

## 歴史

### 大宮公園

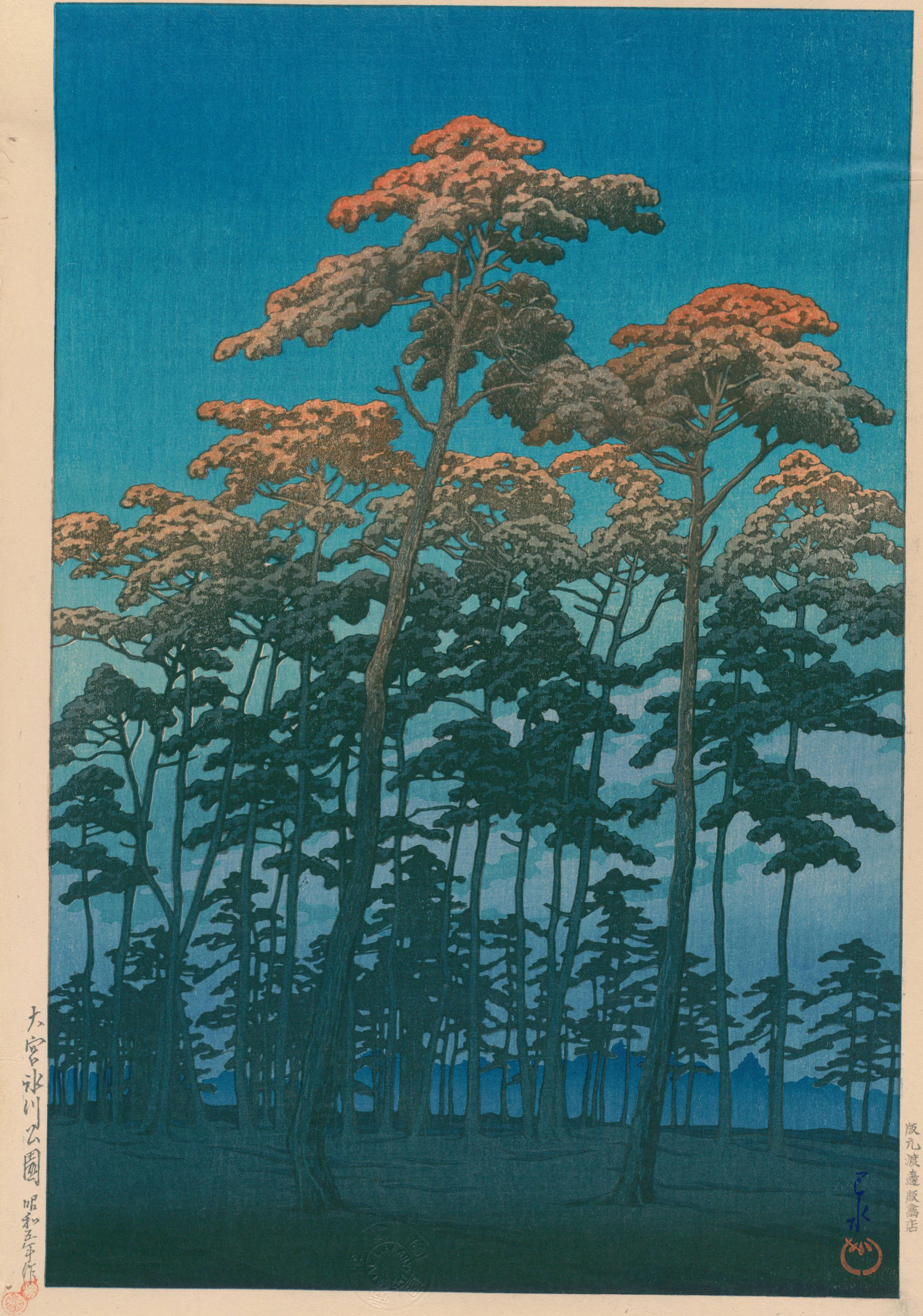
川瀬巴水『大宮氷川公園』（1930年・昭和5年）

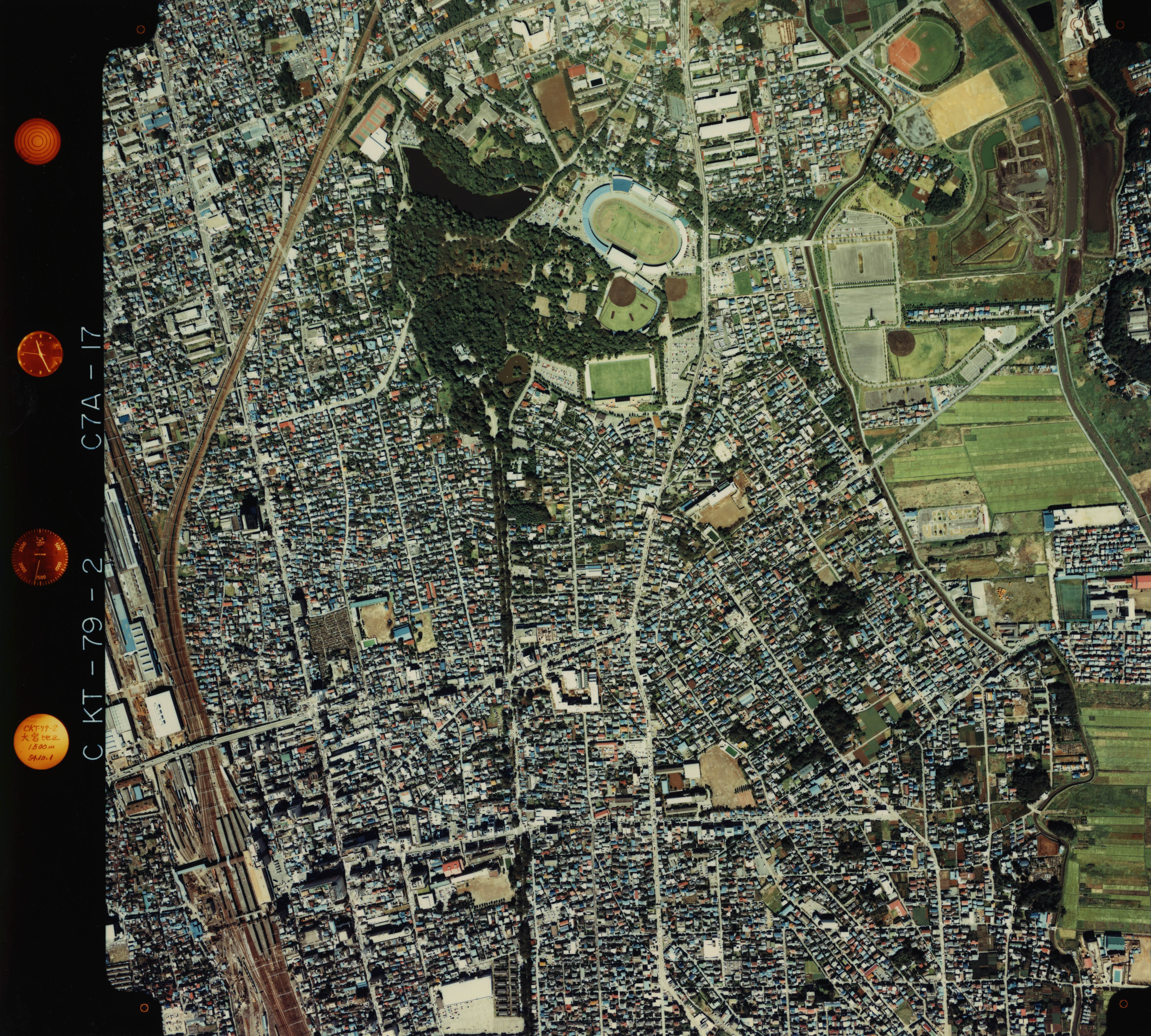
1979年頃の大宮公園

かつて大宮公園にあたる敷地は見沼の入江があり、湿地帯が広がっていた。その名残は今も舟遊池（ボート池）や白鳥池に残る。
明治時代に政府は寺院・神社の整理を行うとともにその領地の大部分を国有地にした。1873年（明治6年）1月太政官（明治政府）が各府県に対して寺社の境内地等名所・旧跡地に公園を設定するため、その候補地を選定する旨を公告した。埼玉県では1874年（明治7年）11月に現浦和区の調神社境内を整備し浦和偕楽園とする布告を出した。これが浦和公園（調公園）の前身であるが、この頃大宮氷川神社旧境内地等も若干の樹木を伐採、小径をつけたくらいの偕楽園が造られたようだが、公園とは呼べるものではなかった。
1884年（明治17年）3月大宮宿その付近の村10にもおよぶ村の代表矢部忠右衛門、白井輔七、岩井右衛門ら43名は県令吉田清英に対して「公園及ビ維持方法ノ儀ニ付願上ゲ奉リ候」という嘆願書を提出した。嘆願書によると氷川神社が上地した官有地（国有地）のうち二ヵ所あわせて13町3反1畝8歩を人民の散歩、運動、健康保全のため人民偕楽園の地とされたいこと、維持費としては有志の者が金千円を拠出、銀行に預金し利息をそれに当てまた花､樹木等寄付を募るとした。埼玉県では直ちに内務卿山縣有朋、農務卿西郷従道に宛てて「官幣大社氷川神社引裂上地、公園ト定メラレ度キ伺」を提出、それに対し二ヶ所のうち寿能城跡地を除いて公園の設置が認められた。再度寿能城跡地を公園に含める為の陳情をしたが認められなかった。
この当時公園建設の技師が大宮一帯に居らず、埼玉県で公園建設の技師を世話してもらい、1884年（明治17年）12月に、東京府の庭園師佐々木という者に設計を依頼した。1885年（明治18年）4月に、公園の管理・休憩所として含翠楼という建物が完成し、園内や東屋、ベンチを設置し、1885年（明治18年）9月22日に開園となった。
公園の創設費は、民間の寄付と園内の伐採した樹木の売り払った金を元にした。県営とは名前だけで、埼玉県の予算では特別会計とされ、維持・運営には苦労を伴った。拠出金の利息で運営する予定であったが、時より不景気となり、利息での拠出が出来なくなった。北足立新座郡役所が管理したが、1891年（明治24年）内務省訓令により、公園は所在地の町で維持保存をすることになった。北足立郡大宮町に管理が移り、公園運営に色々問題が起こり1898年（明治31年）4月に直接管理に至った。
そして埼玉県で初めての県営公園として整備される事となる。1913年（大正2年）に、埼玉県は東京市の嘱託職員であった造園家長岡安平と東京市の技師井下清に公園拡張計画の作成を依頼し、1915年（大正4年） に計画案を提出。しかし水害により予算が捻出出来ずに頓挫することとなった。1921年（大正10年）に、埼玉県に提出された林学博士本多静六と田村剛による「氷川公園改良計画」により、大規模な公園整備・拡張が進められ桜の植樹と埼玉県営大宮公園野球場などが整備された。
1948年（昭和23年）に氷川公園を通称の「大宮公園」に改称。1962年（昭和37年）に都市計画公園として決定され、1980年（昭和55年）に「第二公園」が大宮公園東側の見沼に、2001年（平成13年）は「第三公園」が第二公園南側の見沼に開設された。また、第二公園の北には旧大宮市により、市営大和田公園が開設されている。
また、明治・大正時代では鉄道を利用すれば東京から約一時間で訪ねることができたため、埼玉県民だけでなく東京近郊の人々の格好の行楽地であった。多くの文学者が来訪、滞在し、中には「氷川公園」（あるいは「大宮公園」）という名を自身の作品に登場させる者もいた。
森鷗外は自身の小説である「青年」にて、遠足と称して主人公の青年が知人と共に氷川公園を訪れている様子を描いている。
1891年(明治24年)秋、東京帝国大学国文科の学生であった正岡子規は、試験勉強のため、氷川公園内の割烹旅館・万松楼(現在の大宮公園野球場付近に所在)に10日ほど滞在した。松林に囲まれた静かで涼しい氷川公園の環境を気に入った子規は、四国の松山にいた親友・夏目漱石を呼び寄せ、共に1、2泊した。滞在中は、松林を散策したり俳句の制作を行なったりしたという。子規の「墨汁一滴」には、「試験の勉強は少しもできなかったが、頭の保養に非常によかった」との記述がある。漱石はのちに大宮滞在の様子を雑誌『ホトトギス』の子規追悼集で回想している。

### 大宮第二公園

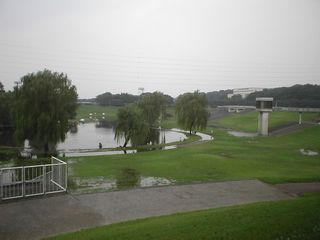
大宮第二公園内にある調節池

大宮第二公園は、大宮公園の東側となる埼玉県道35号川口上尾線（産業道路）東側の見沼田圃区域に整備した拡張区域の通称で、1980年（昭和55年）にオープンした。第二公園は急速に市街地化が進んだ大宮市東部に流れる芝川の治水対策として調節地を中心に整備されたもので、大宮公園との間は歩行者専用道路と歩道橋でつながっている。
紅梅、白梅、しだれ梅、野梅等約650本あり、毎年2月中旬から3月に「梅まつり」が開催されている。1987年（昭和62年）には、第5回全国都市緑化フェア・「グリーンハーモニーさいたま'87」のメイン会場となった。また1992年（平成4年）4月に茶室「松籟庵（しょうらいあん）」が整備され、さらに1996年（平成8年）には、障害者にも四季折々の花や木の香りなどを、見て、触れて、 聞いて楽しむことができる、「香りロード」を整備した。

### 大宮第三公園

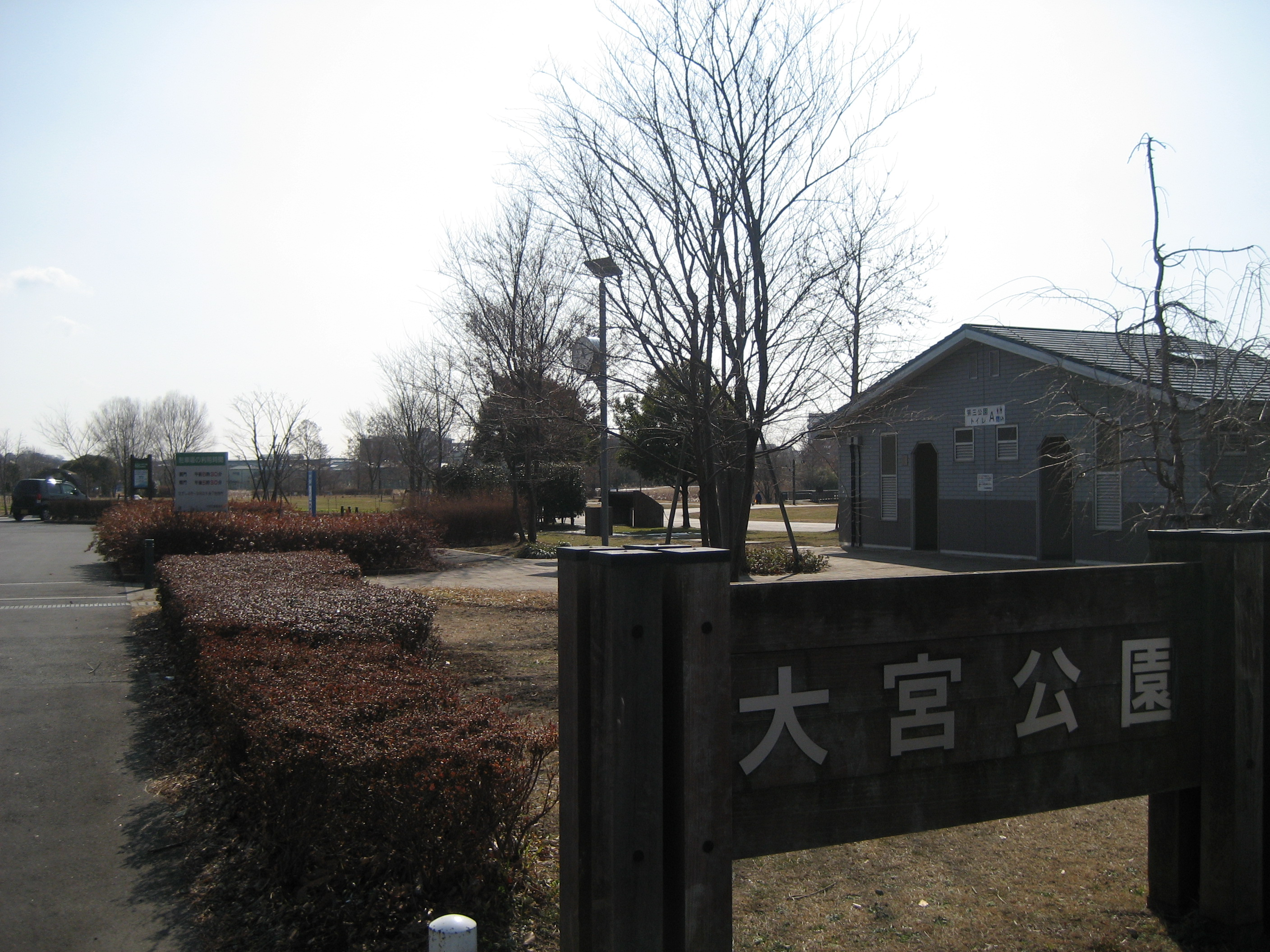
第3公園正面

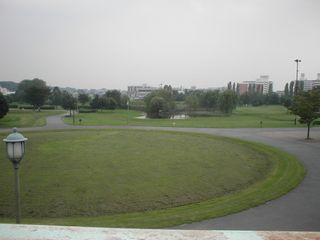
大宮第三公園

大宮第三公園は、大宮第二公園の南側となる埼玉県道2号さいたま春日部線（旧国道16号）の南側の見沼田圃区域に整備した拡張区域の通称で、2001年（平成13年）にオープンした。こちらは治水対策と同時に、災害時の緊急避難や救難活動の拠点性を重視して整備されている。
整備開始当初は、県営大宮球場や県営大宮サッカー場の新築移転先として計画されたが、必要な用地が買収出来ず「見沼田圃の原風景を活かし、人や生物にやさしい緑、水と光の空間の整備」へと方針を変更して開園した。

### 大宮公園小動物園

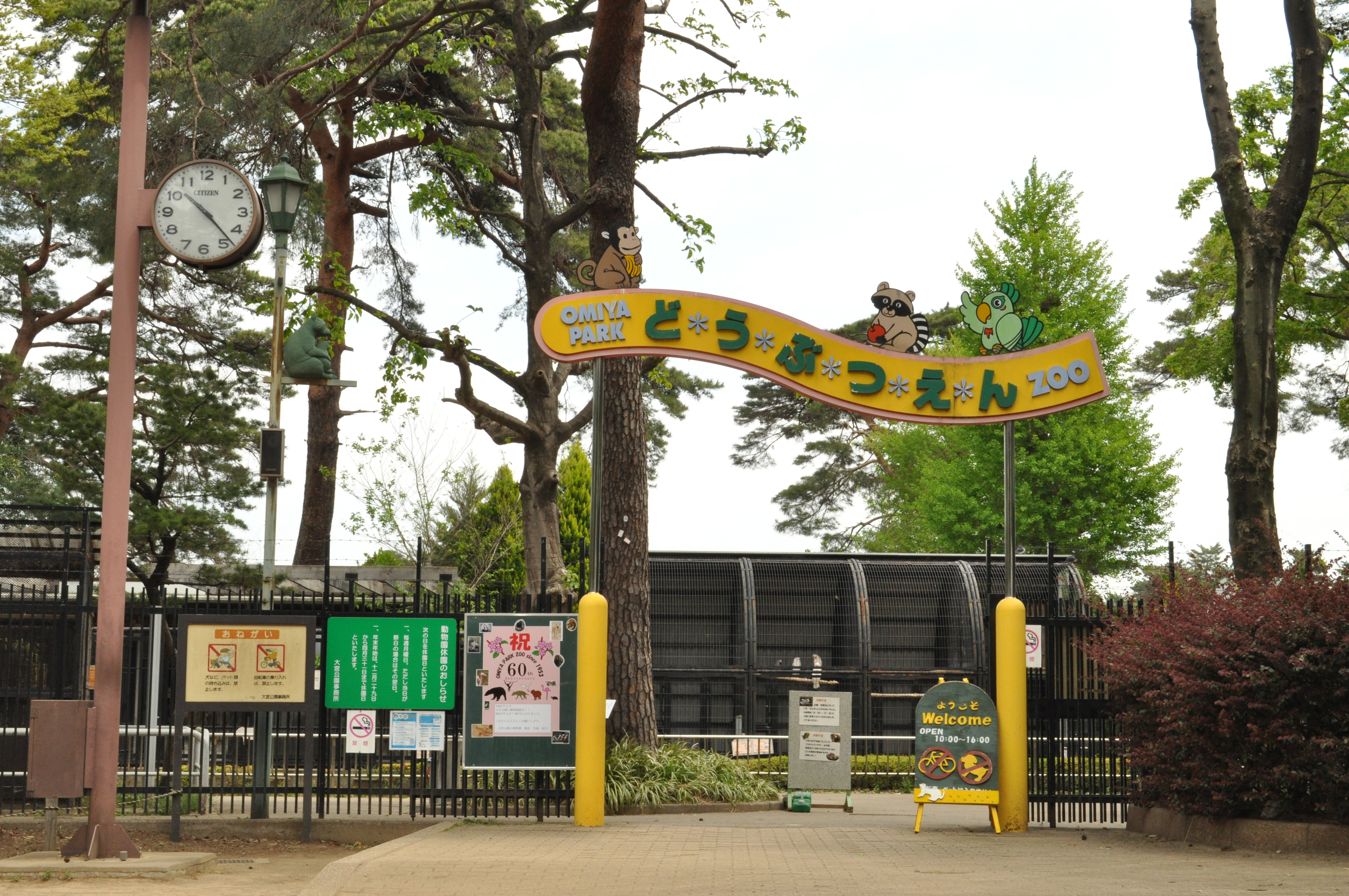
大宮小動物園

大宮公園内に1953年（昭和28年）4月1日開設された。規模は小さいが、小動物、猛獣、鳥類、爬虫類などを中心に飼育している。
- 開園時間：10時 - 16時
- 入園料：無料
- 休日：月曜日（月曜日が祝祭日の場合、翌日が休園日）

飼育動物
- ヤギブタ舎
  - ヤギ、ミミナガヤギ、ミニブタ、
- クビワペッカリー舎
  - クビワペッカリー
- インコ舎
  - タイハクオウム、オオバタン、アオメキバタン
- ウサギ・モルモット舎
  - ウサギ、モルモット
- リスザル舎
  - コモンリスザル
- サル舎
  - ニホンザル、シシオザル、フサオマキザル、ブラウンケナガクモザル
- 小獣舎
  - ニホンアナグマ、シマスカンク、アカハナグマ
- ツル舎
  - シロフクロウ、アネハヅル、シロクジャク、インドガン、タンチョウ
- カピバラ舎
  - カピバラ、クサガメ、ミシシッピアカミミガメ
- 猛獣舎
  - ブチハイエナ、ニホンツキノワグマ
- フライングケージ（とりたちのらくえん）
  - オオフラミンゴ、シロトキ、カナダガン、ハワイガン、シラコバト、イエバト、ギンガオサイチョウ、ケヅメリクガメ
- リス・キジ舎
  - モリフクロウ、ヨーロッパノスリ、アナホリフクロウ、オーストラリアガマグチヨタカ、ニホンリス、ホロホロチョウ、カワラヒワ、コシジロヤマドリ、ニホンキジ等
- バックヤード（通常は非公開でふれあいの時間に不定期で登場）
  - キエリボウシインコ、ボールニシキヘビ、シマヘビ、フトアゴヒゲトカゲ、インドホシガメ

## ギャラリー

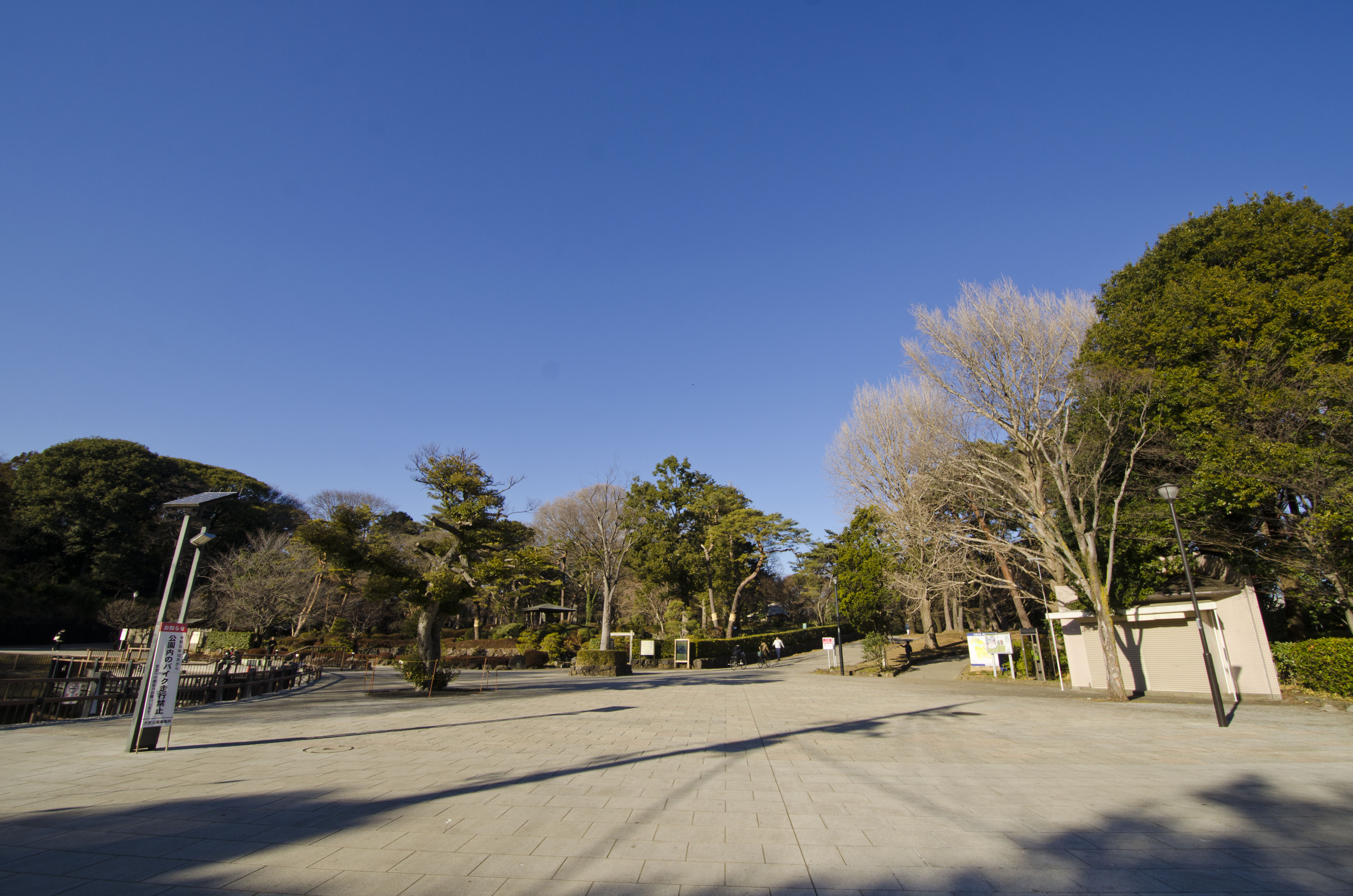
正面入口
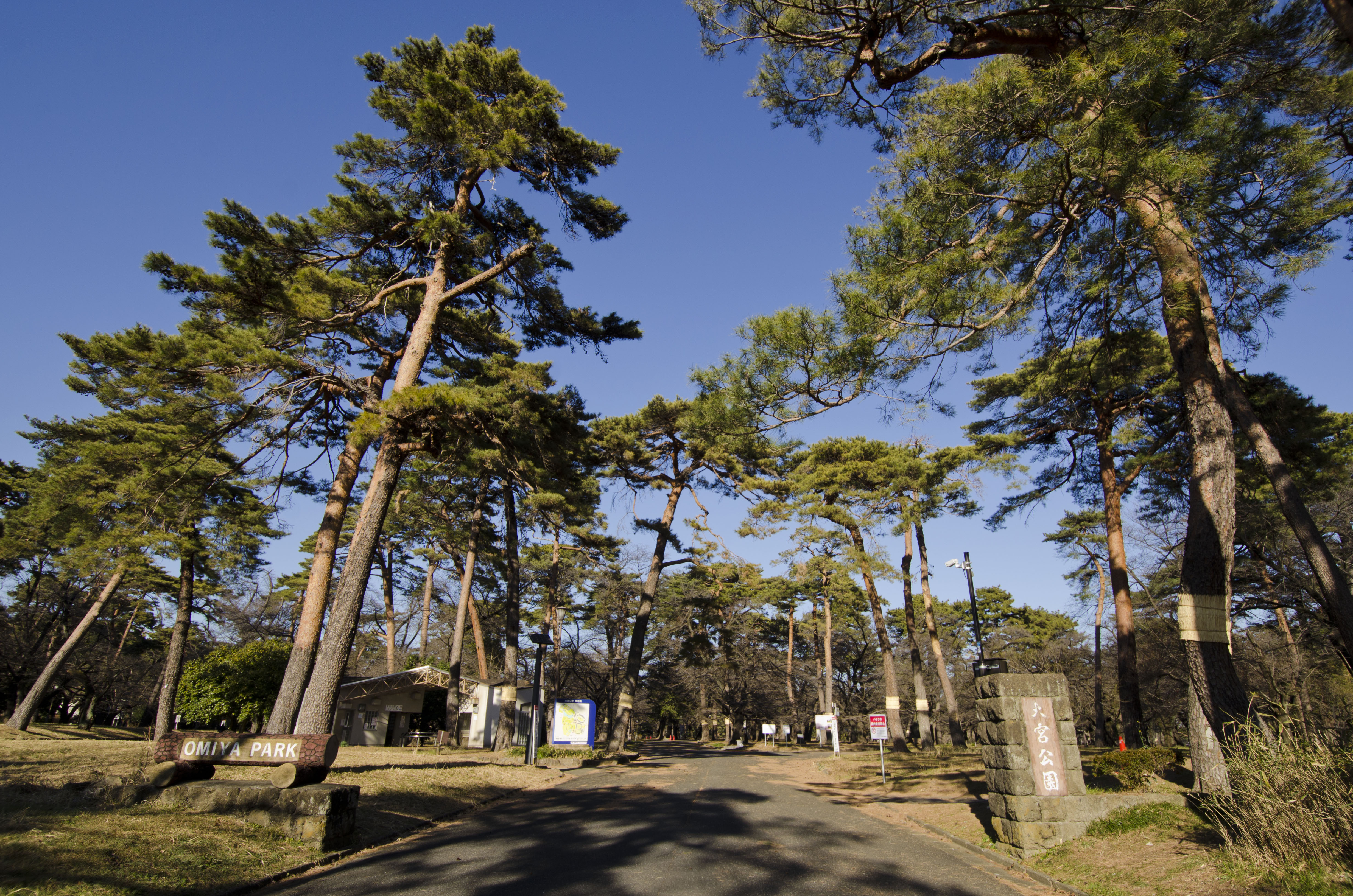
西側入口
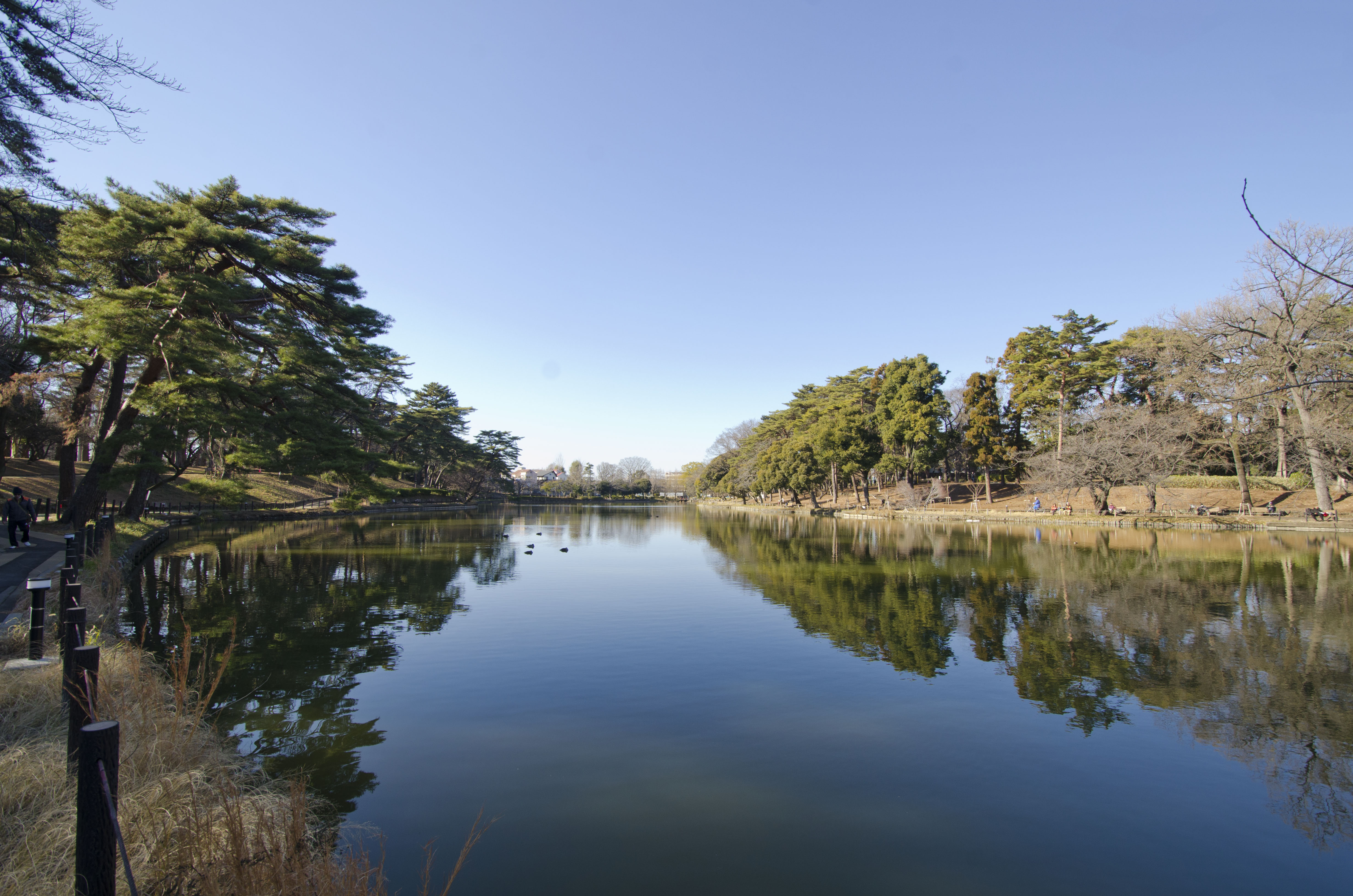
舟遊池（ボート池）
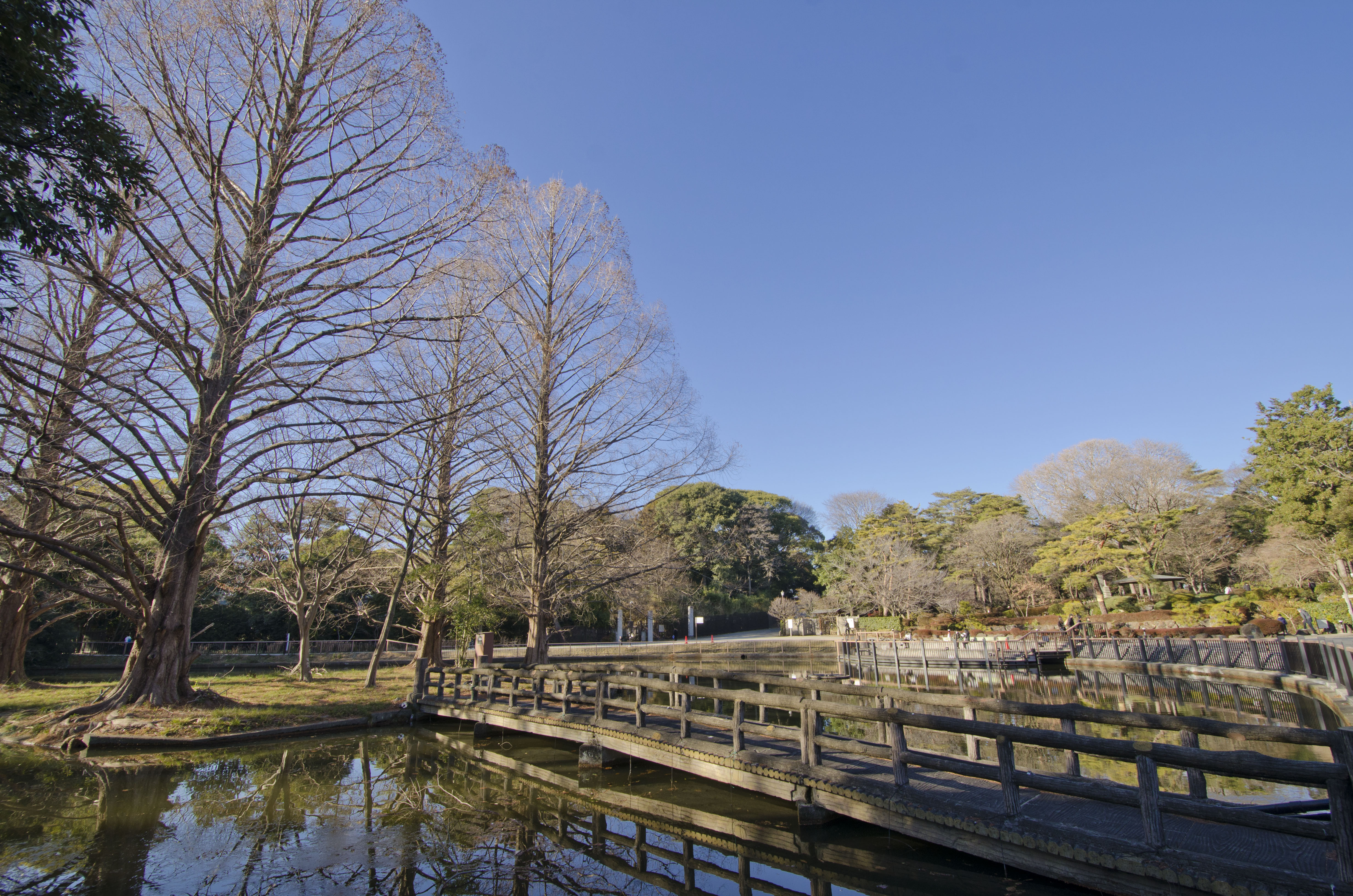
白鳥池
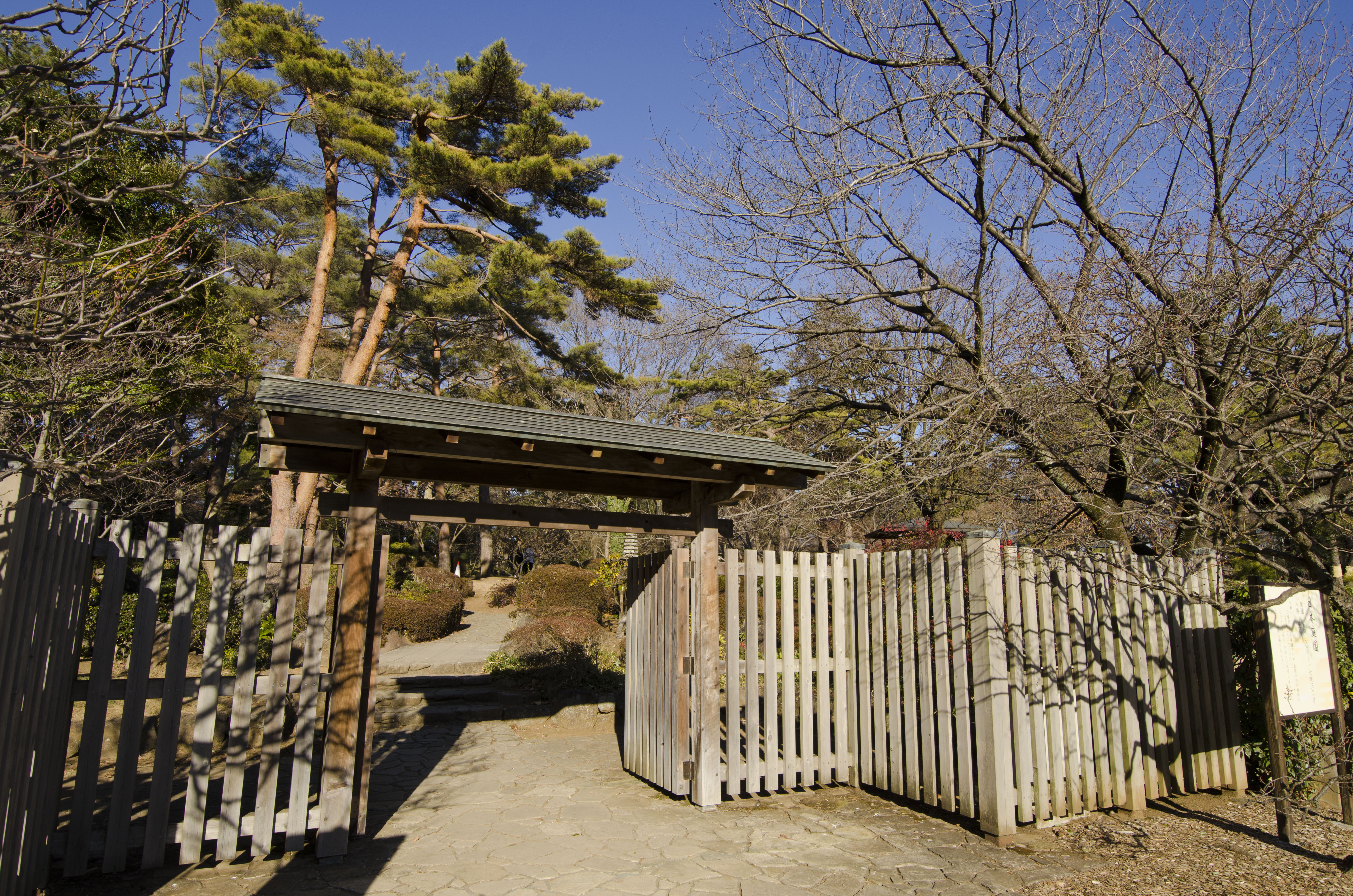
日本庭園（石州楼跡地）
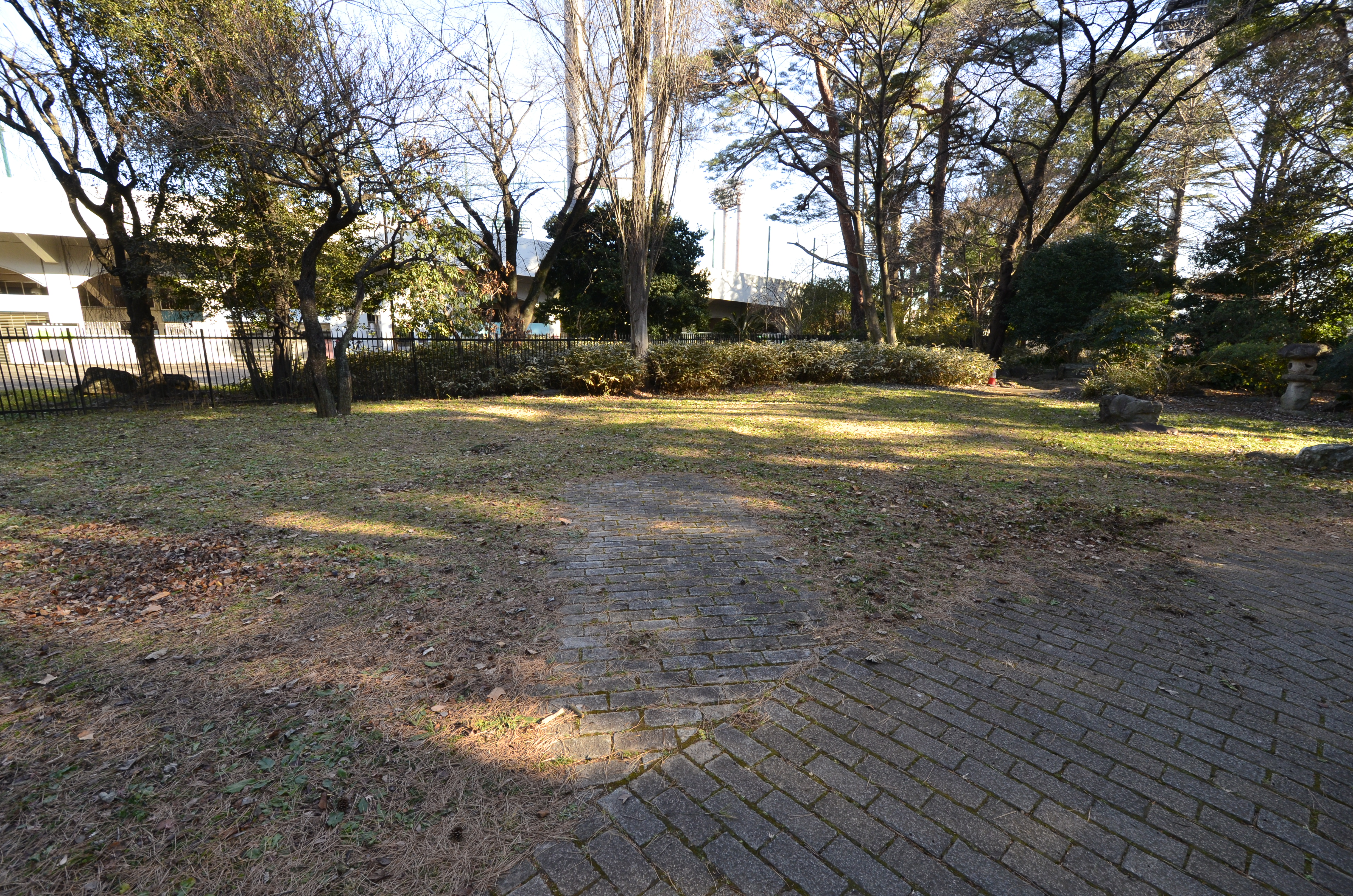
含翠楼跡地
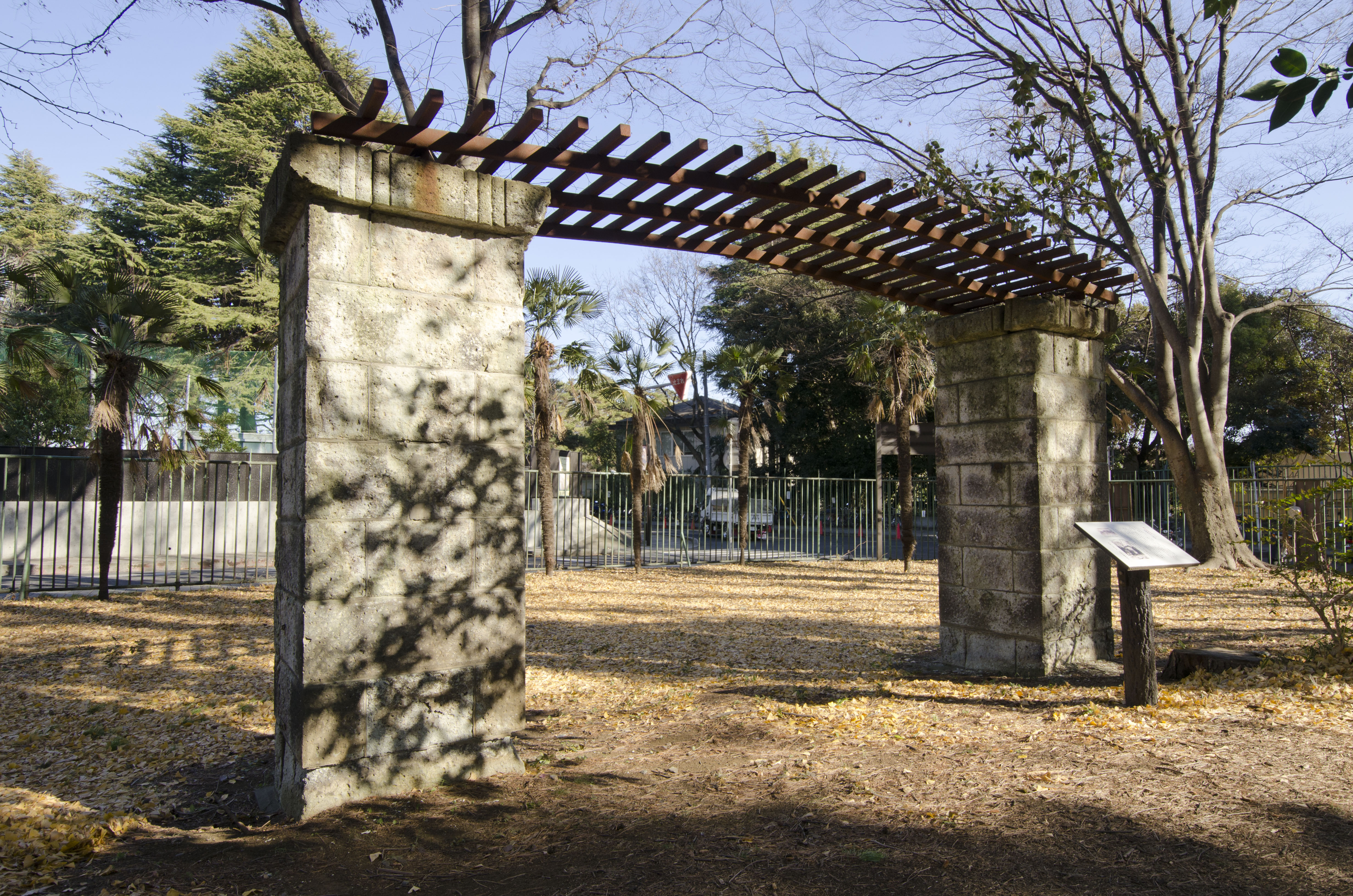
遊園地ホテル跡地
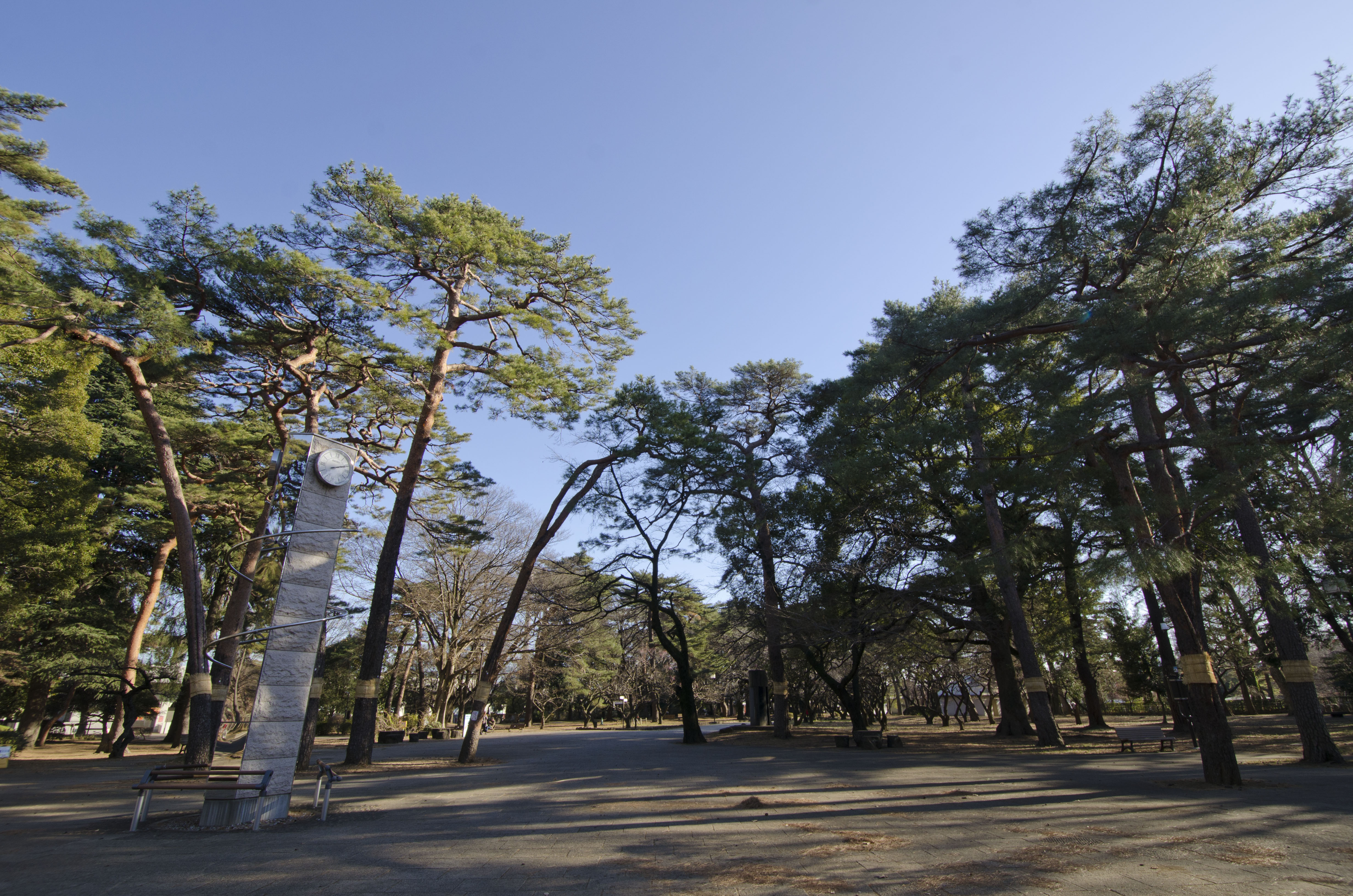
時計塔
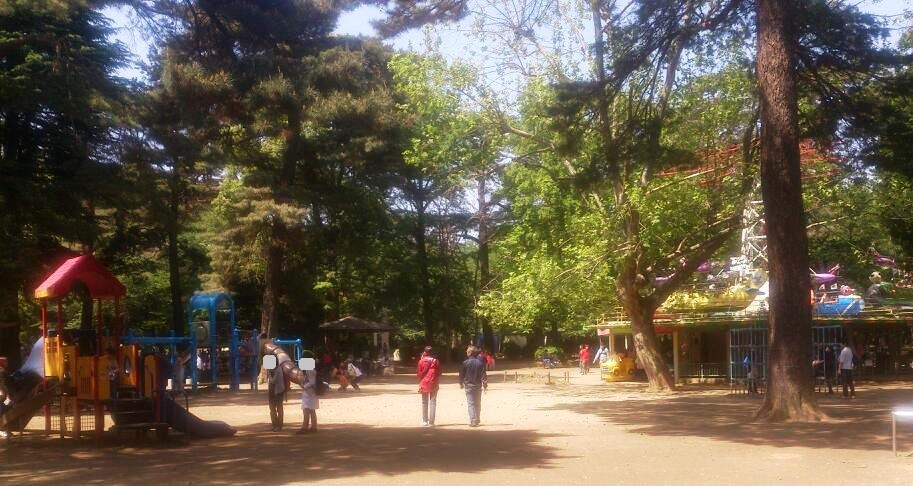
児童遊園地
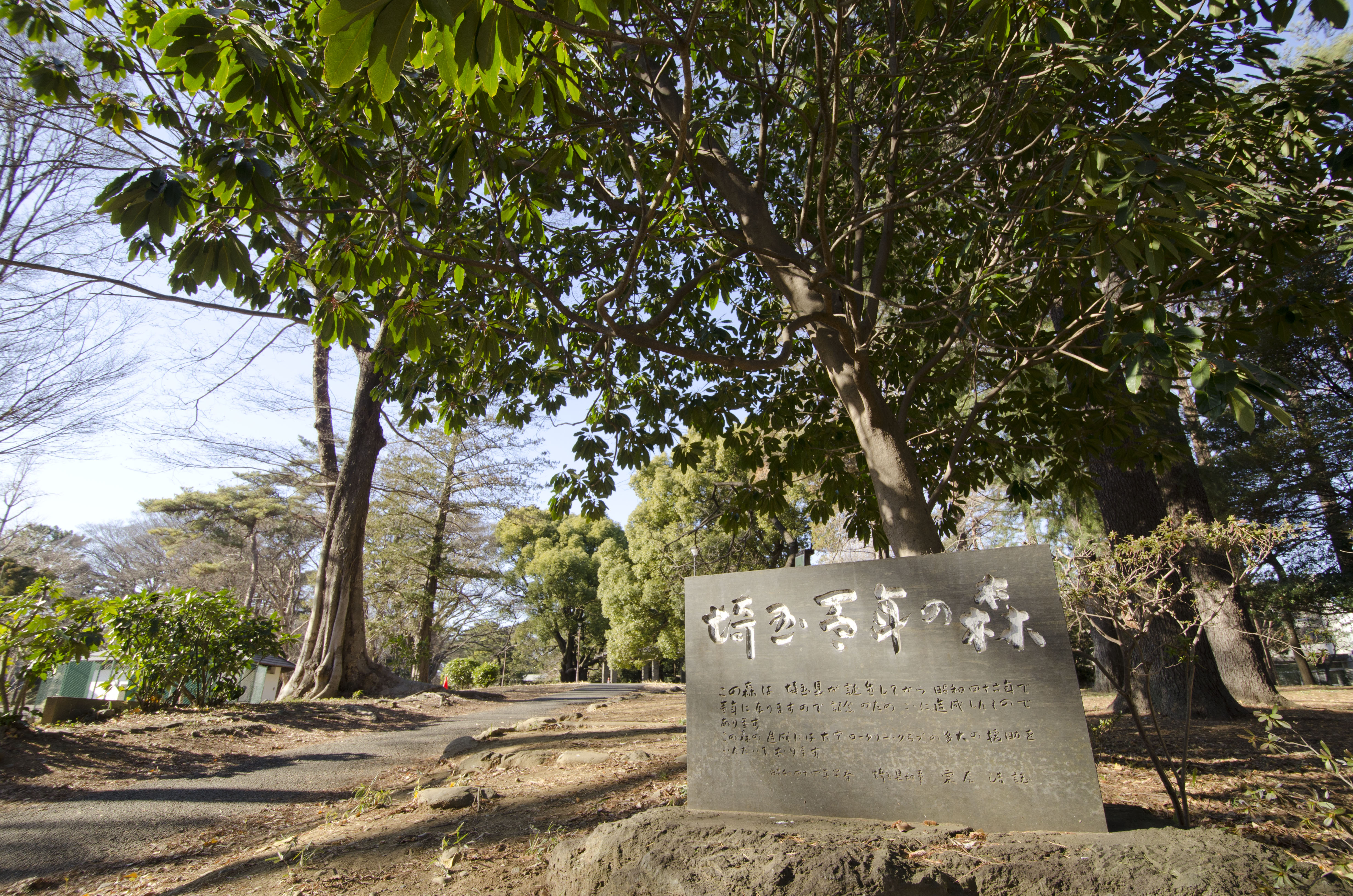
埼玉百年の森
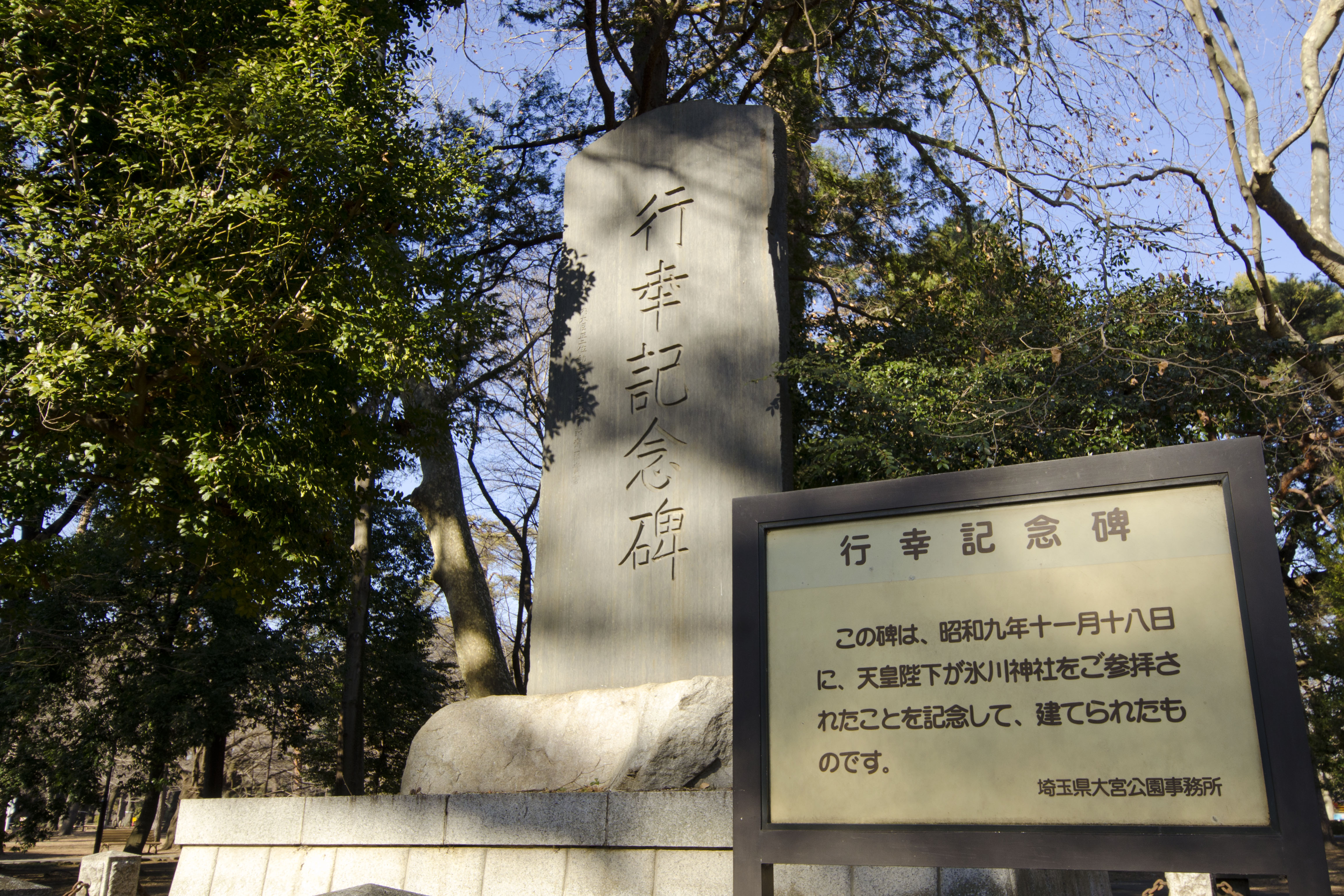
昭和天皇行幸記念碑
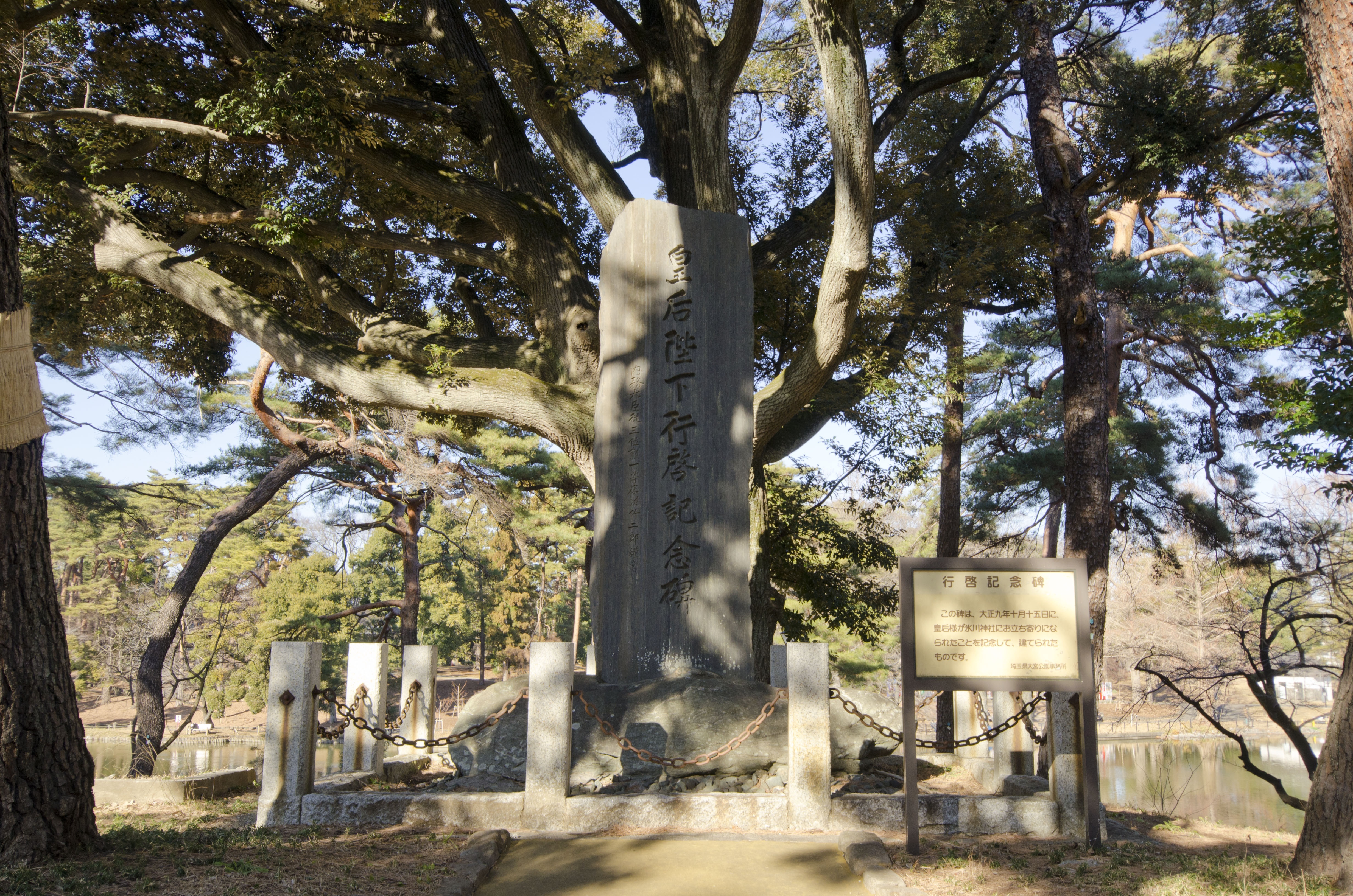
貞明皇后行啓記念碑
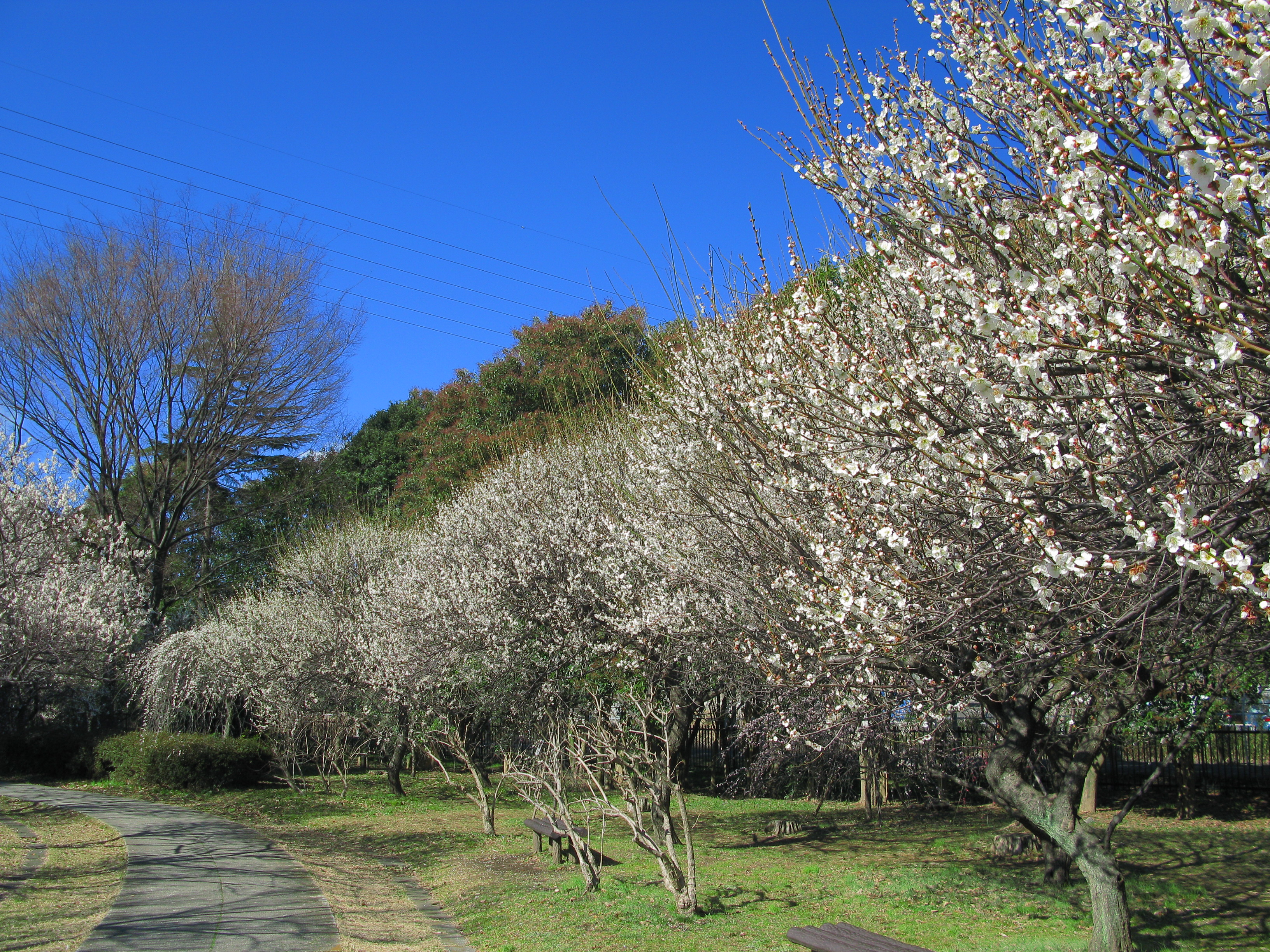
梅林の白梅
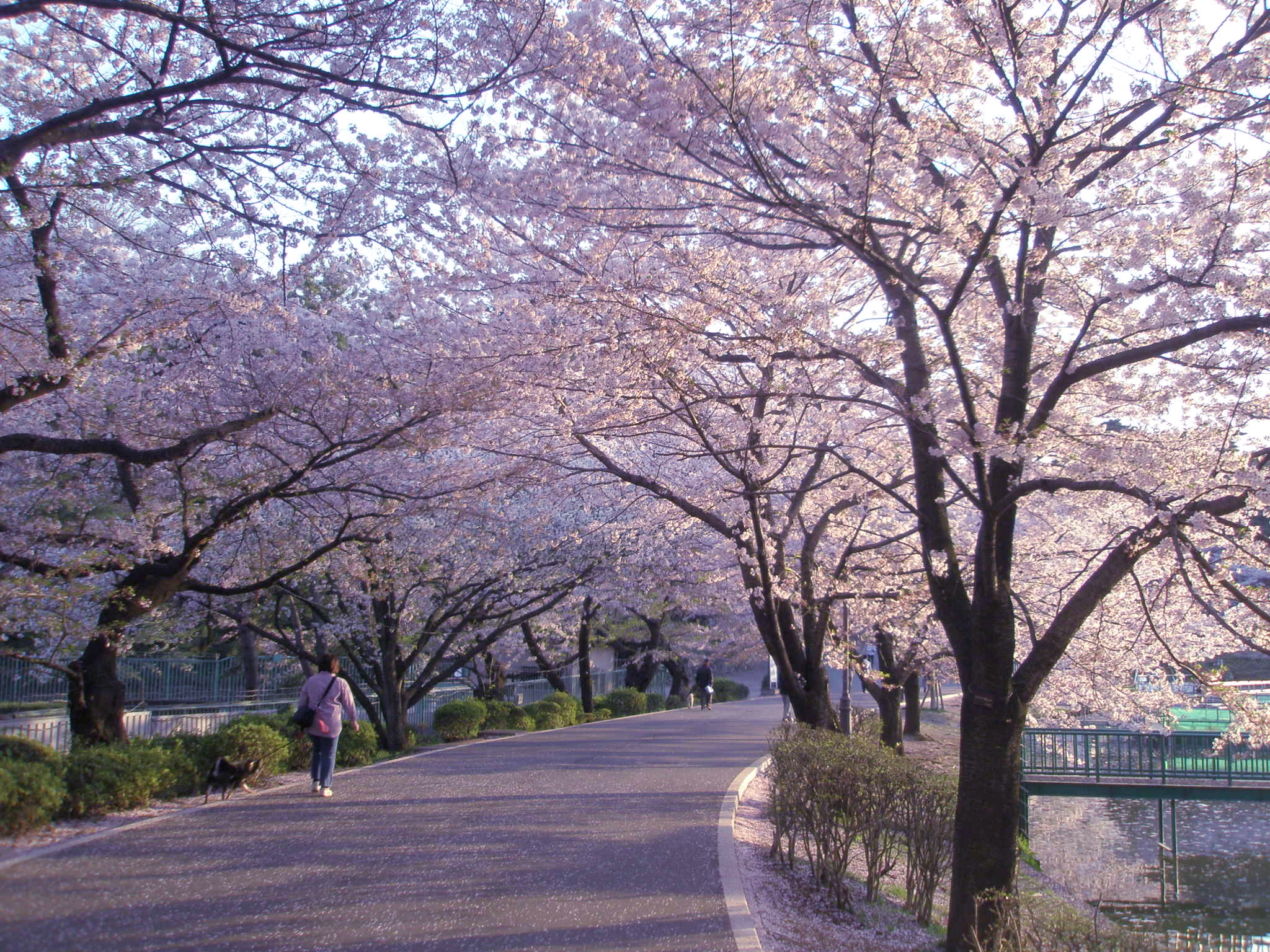
桜並木
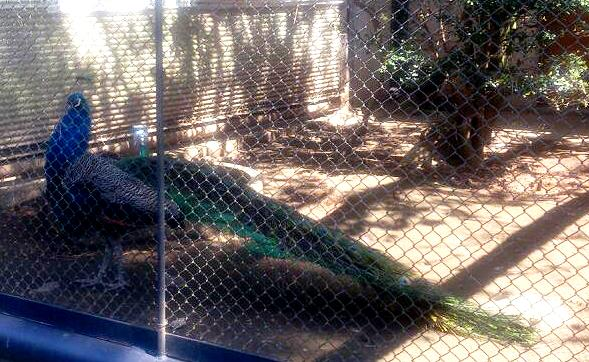
小動物園内のクジャク
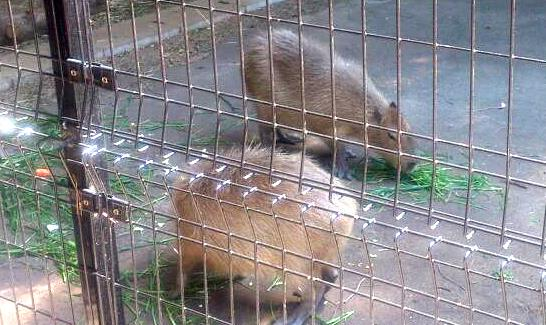
小動物園内のカピバラ
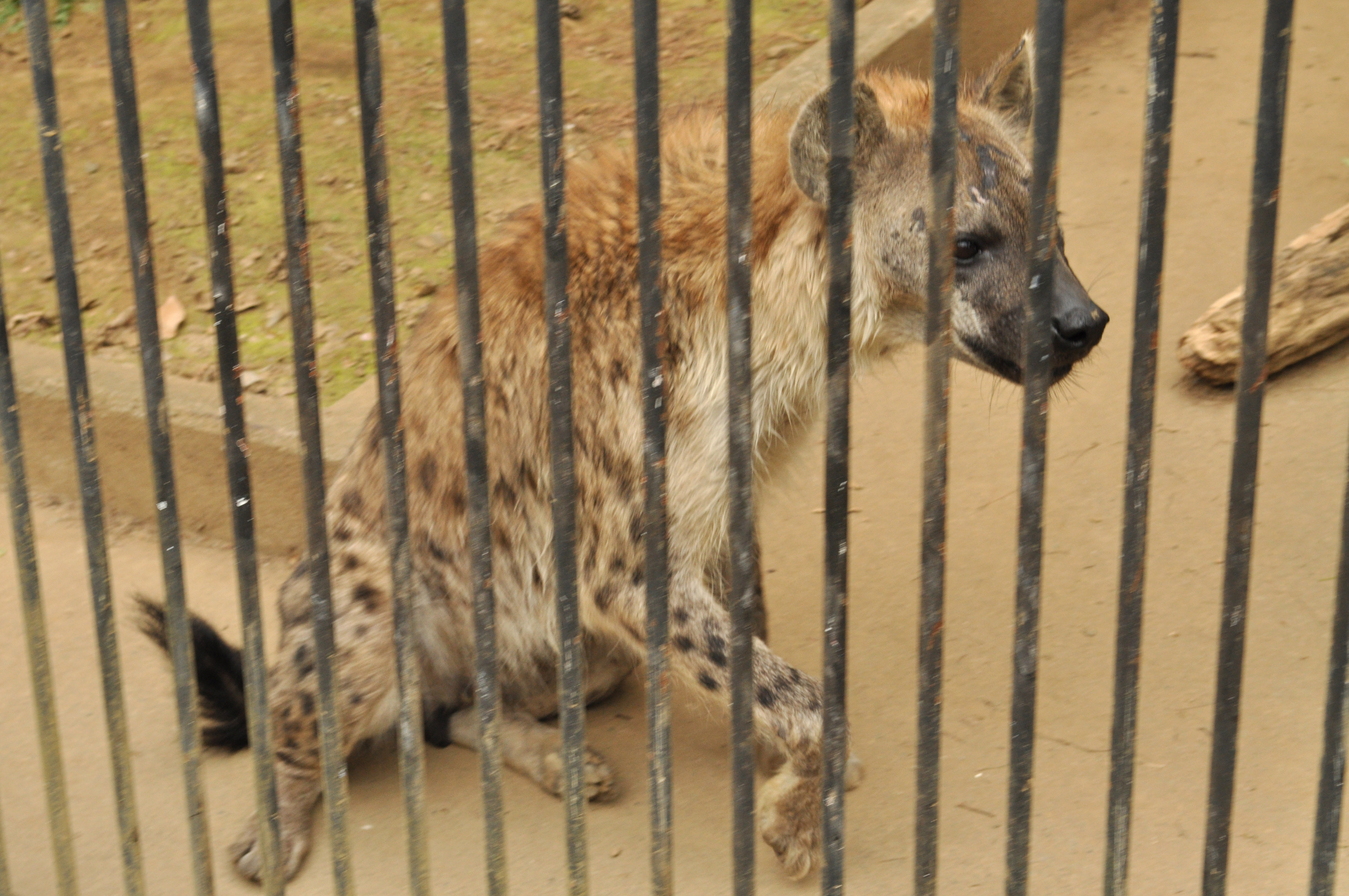
小動物園内のブチハイエナ
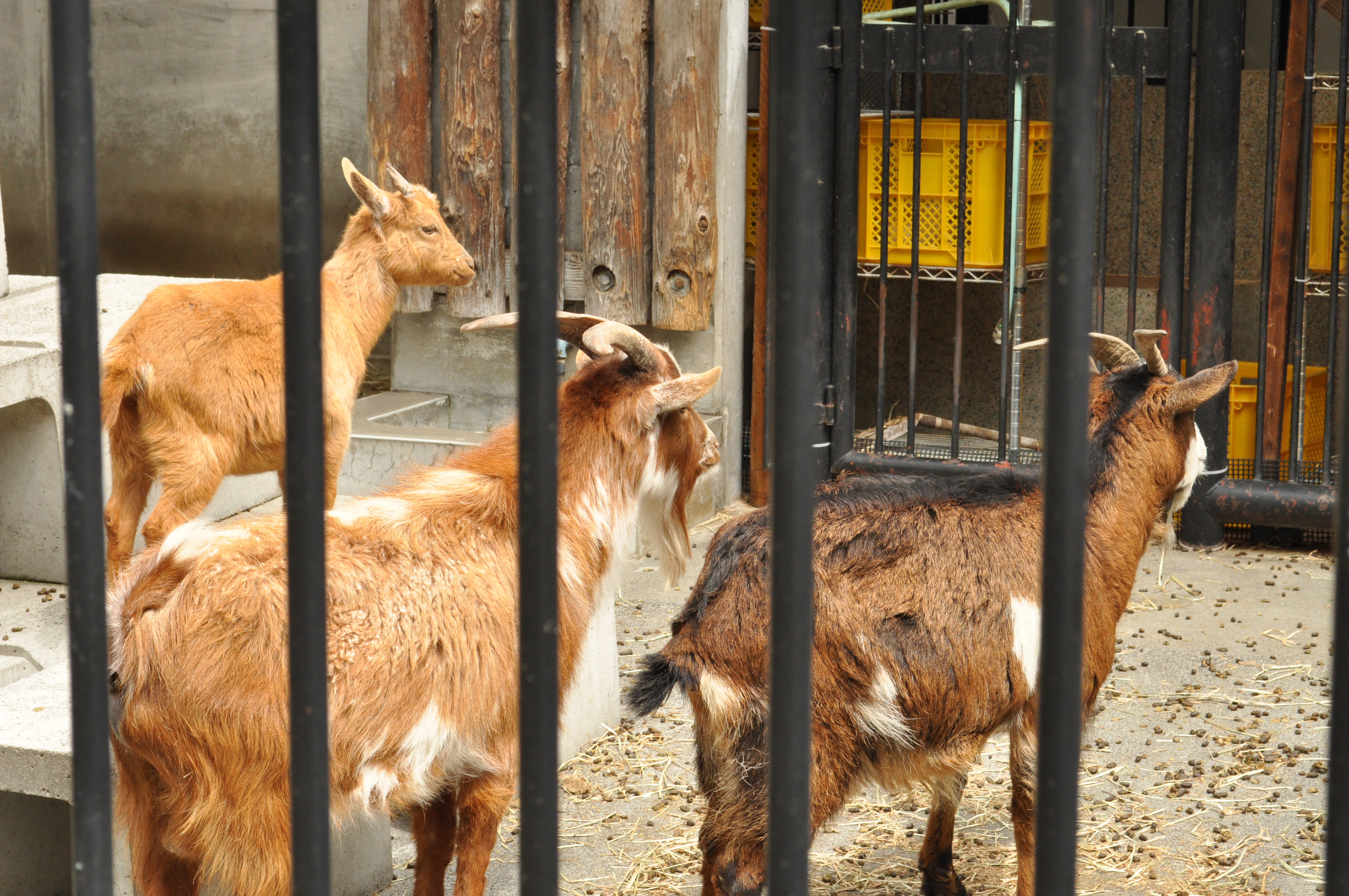
小動物園内のヤクシマヤギ
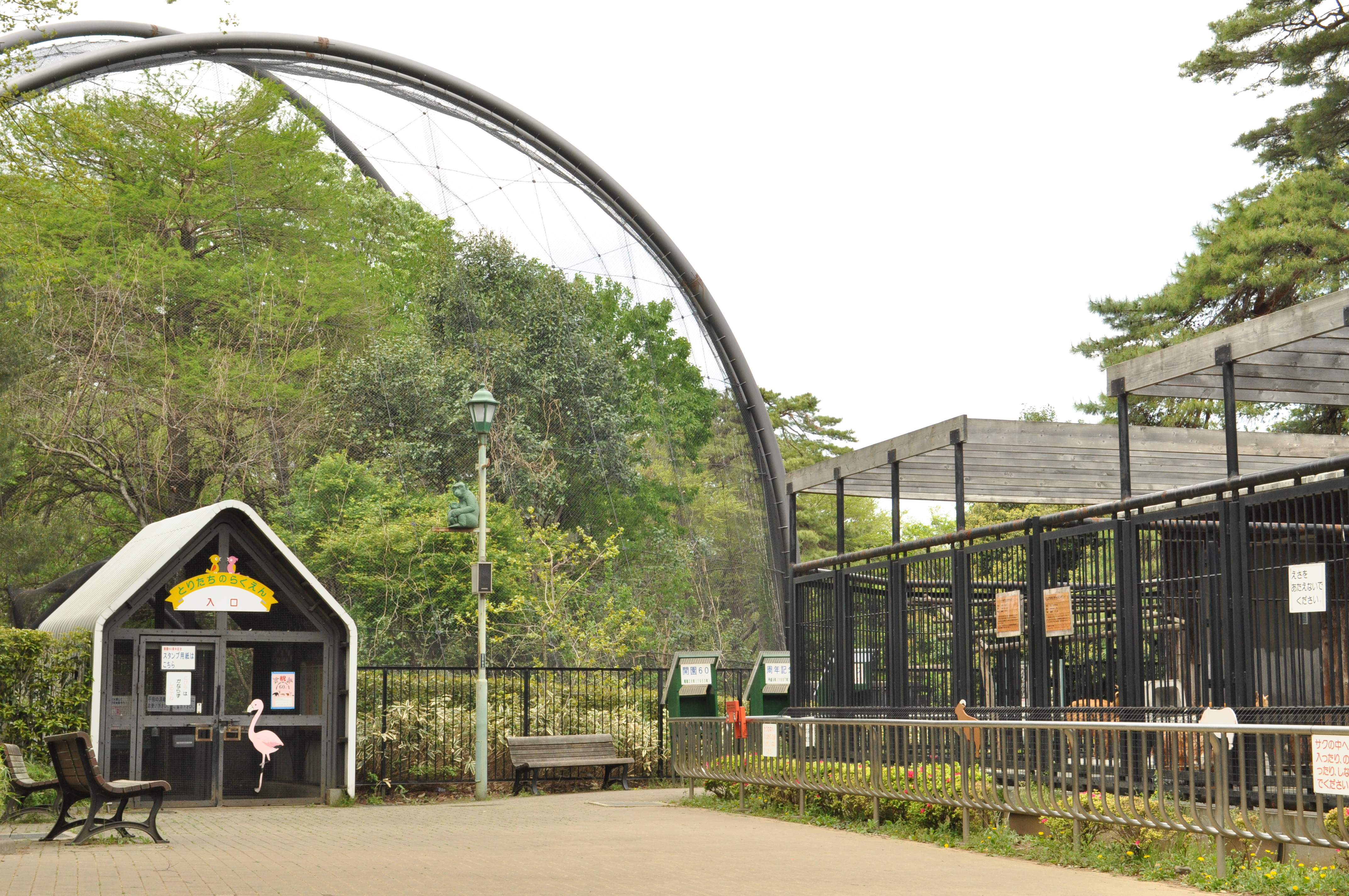
小動物園内フライングケージ

## 施設

### 大宮公園内の施設
- 埼玉県営大宮公園野球場
- さいたま市大宮公園サッカー場（NACK5スタジアム大宮）
- 大宮競輪場（兼陸上競技場）
- 大宮公園児童スポーツランド
- 埼玉県営大宮公園水泳場
- 埼玉県営大宮公園体育館
- 埼玉県営大宮公園弓道場
- 埼玉県立歴史と民俗の博物館
- 舟遊池（ボート営業は2000年に廃止[12]したが、水辺環境の改善を行い2024年7月に再開）
- 日本庭園

### 大宮第二公園内の施設
- 埼玉県営大宮第二公園テニス場
- 埼玉県営大宮第二公園軟式野球場
- 茶室「松籟庵（しょうらいあん）」
- 大宮公園ギャラリー
- 芝川第七調整池

### 大宮第三公園内の施設
- みぬまの広場
- 集いの広場
- みぬまの沼
- みぬまの森

## 将来像
当公園は開設から130年以上の歴史があり、公園の歴史的な価値や、日本的風景の継承、さらに次の100年を見据えた公園整備のために、2018年から2019年にかけて、有識者による検討委員会が結成され、「大宮公園グランドデザイン」として取りまとめている。それによれば、現在の公園の配置をそのまま踏襲しながら、「都市公園から世界に愛される公園都市へ」の発展を目指す「大宮グランドパーク」を理想像としている。そして、氷川神社の社叢から広がる自然や伝統の景色の継承や、見沼田んぼの農業風景と生態系の保存・活用、さらにスポーツを中心軸とした賑わいの創出などをあげている。
スポーツ施設に関しては、現在の県営大宮球場、サッカー場、競輪場（双輪場兼陸上競技場）のある付近を「レクリェーションスポーツの広場」として誰もが気軽に楽しめるスポーツゾーンを形成、隣接する大宮第二・三公園と大和田公園（市営大宮球場<レジデンシャルスタジアム大宮>のある付近）にもスポーツを通しての賑わいを作るための「スポーツ広場」としての整備を計画している。
そしてさらに、上記のサッカー場、県営球場、競輪場のある付近の「レクリェーションスポーツ広場」となる箇所を、「試合のある日もない日も楽しめる公園」をコンセプトとした「大宮スーパーボールパーク構想」に沿って、3つの整備案が検討されている。
1. （A案） 上記各競技施設を全面的に建て替え・改築を行う
2. （B案） 県営球場の建て替え、サッカー場の修繕、新たなスポーツ施設整備
3. （C案） サッカー場の建て替え、県営球場の修繕・大規模改修、新たなスポーツ施設整備

これらを総合的に踏まえて、公民連携による、スポーツ施設のほか、カフェ・飲食店、物販などの民間施設の導入などを検討していくとしており、サッカー場は、土地所有者のさいたま市と、ここを本拠地とするアルディージャとも連携を取りながら、整備の方向性について検討するとしている。
2020年に埼玉県が募集した大宮第二・三公園の指定管理者に「大宮第二公園及び第三公園マネジメントネットワーク」が認定され、大宮アルディージャの運営会社・NTTスポーツコミュニティ（株）（現・RB大宮（株））もその構成団体の一部として参画している。